# Miechowice (stacja kolejowa)
Miechowice – dawna wąskotorowa towarowa stacja kolejowa w Bytomiu, w województwie śląskim, w Polsce. Stacja była zlokalizowana w kilometrze 3,0 linii Bytom Karb Wąskotorowy - Markowice Raciborskie Wąskotorowe. Została otwarta w 1878 roku przez OSE, zamknięta w 1996 roku i zlikwidowana w 1999 roku.